# Laurent Bourda-Couhet
Laurent Johann José Bourda-Couhet (12 de julho de 1994) é um jogador de rugby sevens e union brasileiro de origem francesa.

## Carreira
Laurent Bourda-Couhet cresceu em Bizanos, perto de Pau em frança.
Laurent integrou o elenco da Seleção Brasileira de Rúgbi de sete que ficou em 12.° lugar na Rio 2016.